# بیل هاوکز
ویلیام تی هاوکز معروف به بیل هاوکز (به انگلیسی: Bill Hawks) (۲۲ نوامبر ۱۹۴۴ در نزدیکی آکسفورد، می‌سی‌سی‌پی) سیاستمدار، تاجر محصولات کشاورزی و مؤسس و مدیر عامل شرکت AgWorks Solutions می‌باشد.

## تحصیلات و زندگی شخصی
او فارغ‌التحصیل دانشگاه ایالتی می‌سی‌سی‌پی در سال ۱۹۶۸ با مدرک کارشناسی در رشته اقتصاد کشاورزی و در سال ۱۹۷۰ کارشناسی ارشد همان رشته و از همان دانشگاه می‌باشد.
او دارای سه فرزند است و با همسر سابق رابین دشا لوکاس ازدواج کرده است.

## زندگی حرفه‌ای
از سال ۱۹۶۸ تا ۱۹۷۰، هاوکز برای ارتش ایالات متحده خدمت کرد و از سال ۱۹۷۰ تا ۱۹۷۲ عضو گارد ملی ارتش می‌سی‌سی‌پی شد. پس از آن و از سال ۱۹۷۲ تا ۱۹۸۰ به خدمت گارد ملی هوایی می‌سی‌سی‌پی درآمد.
پس از به پایان رساندن تحصیلات تکمیلی او کشاورزی را با تهیه و تکمیل فراورده‌های لبنی در مزرعه‌ای در دسوتو در شمال غربی می‌سی‌سی‌پی شروع کرد. در اوایل دهه ۱۹۷۰ او با اجاره کردن زمین از همسایگان، شروع به کشت ردیفی محصول کرد. این کار را اغلب به صورت سفارشی برای دیگران انجام داده و در سالهای بعد این کار را تکامل بخشید.
هاوکز شریک مدیریتی مزارع هاوکز بود که در حدود ۱۲۰۰۰ هکتار زمین کشاورزی در سه شهرستان در شمال می‌سی‌سی‌پی داشت. کار آنها شامل پرورش سویا، گندم زمستانه، ذرت، پنبه و گاو بود.
در اواخر دهه ۱۹۸۰ او صاحب یک شرکت مدیریت مزرعه حرفه‌ای به نام شرکت سانبلت لند و تیمبر بود.
در اوایل دهه ۱۹۹۰ او مدیر و مالک خدمات پروازی شمال می‌سی‌سی‌پی به منظور ارائه خدمات کشاورزی هوایی و مالک و مجری یک فرودگاه تفریحی شد. خانواده هاوکز نیز مالک یک شرکت توسعه مسکونی در دسوتوی شرقی شدند.
در دسامبر سال ۱۹۹۴ هاوکز به عنوان سناتور مجلس می‌سی‌سی‌پی به نمایندگی از دسوتو انتخاب شد. در طول پنج سال نمایندگی، او رهبر کمیته صلاحیت محصولات کشاورزی و محیط زیست بود. در سال ۱۹۹۹ او نامزد حزب جمهوری خواه برای معاون فرماندار می‌سی‌سی‌پی شد.
در ۲۴ مه سال ۲۰۰۱ در دوران دولت جورج دبلیو بوش، هاوکز به عنوان معاون بازاریابی، برنامه‌ریزی و تنظیم مقررات توسط وزیر کشاورزی ایالات متحده آمریکا ان ونمان منصوب شد. او در ژوئن ۲۰۰۵ از سمت خود استعفا داد.
در ژانویه سال ۲۰۰۶ هاوکز یک شرکت مشاوره و روابط دولتی که متخصص در بهداشت حیوانات و کشاورزی تجاری بود را در واشنگتن تشکیل داد. از سال ۲۰۱۰ هاوکز عضو هیئت بررسی استانداردهای چوب آمریکا شده است و از سال ۲۰۱۵ رئیس آن می‌باشد. در سال ۲۰۱۴ هاوکز مدال افتخار انجمن سلامت حیوانات ایالات متحده آمریکا را دریافت کرد.
او در طول زندگی حرفه‌ای خود در بسیاری از کمیته‌های محصولات کشاورزی و چوب فعال بوده است که می‌توان به فدراسیون ادارت کشاورزی آمریکا، انجمن سویا آمریکا، انجمن تولیدکنندگان ذرت، و بسیاری از سازمان‌های محلی دیگر نام برد.